# Deutsche Meisterschaften im Freiwasserschwimmen 1998
| Disziplin        | Männer              | Männer            | Männer | Frauen        | Frauen               | Frauen |
| Disziplin        | Name                | Verein            | Zeit   | Name          | Verein               | Zeit   |
| ---------------- | ------------------- | ----------------- | ------ | ------------- | -------------------- | ------ |
| 5 km Freiwasser  | Christof Wandratsch | Wacker Burghausen |        | Angela Maurer | SC Delphin Wiesbaden |        |
| 15 km Freiwasser | André Wilde         | PSV Rostock       |        | Peggy Büchse  | PSV Rostock          |        |